# Los hugonotes
Los hugonotes (título original en francés, Les Huguenots) es una grand opéra en cinco actos con música de Giacomo Meyerbeer y libreto en francés de Eugène Scribe y Émile Deschamps. Fue la obra escogida para la inauguración del tercer Teatro Real del Covent Garden en Londres (Royal Opera House) el 15 de mayo de 1858 tras el incendio sufrido el 5 de marzo de 1856.

## Historia
Fue estrenada en la Théâtre de l'Opéra de París el 29 de febrero de 1836. Protagonizaron el estreno Adolphe Nourrit (Raoul de Nangis), Nicolas-Prosper Dérivis (Nevers), Nicolas Levasseur (Marcel), Jacques-Émil Serda (Saint-Bris), Cornélie Falcon (Valentine), Julie Dorus-Gras (Margarita de Valois) y Marie Flécheux (Urbain).
Durante el siglo XIX y principios del XX, Los hugonotes fue muy popular. Desde su estreno hasta 1903, había sido representada más de mil veces en la Opéra de París. Pero como el resto de las óperas de Meyerbeer, perdió su popularidad en la primera mitad del siglo XX y ahora no suele presentarse con tanta frecuencia. Sin embargo, existen varias grabaciones completas, incluyendo grabaciones piratas con la legendaria pareja de Franco Corelli y Joan Sutherland en La Scala de Milán. Recientemente, se ha optado por presentarla en versión concierto (sin escenarios o vestuario). En noviembre de 1999 fue presentada en Bilbao. Esta ópera rara vez se representa en la actualidad; en las estadísticas de Operabase aparece con sólo 5 representaciones para el período 2005-2010.
La falta de producciones se debe en parte al gran despliegue que requiere; por ejemplo, siete cantantes principales: dos sopranos, una contralto, dos barítonos, un tenor y un bajo. Y el papel de tenor, Raoul, es uno de los más difíciles de cualquier ópera. El cantante debe mantenerse en escena por largos períodos en los cinco actos y su papel está plagado de notas altas difíciles.
La historia de la ópera culmina con la histórica Masacre del Día de San Bartolomé en 1572, cuando miles de protestantes franceses (Hugonotes) fueron asesinados por los católicos en un intento por librar a Francia de la influencia protestante. Estos eventos son descritos con rigor histórico. El resto del libreto narra principalmente el amor de dos personajes ficticios, Valentine (católica) y Raoul (protestante).

## Personajes
| Personaje                                        | Voz      | Intérprete del estreno, 29 Feb. 1836 |
| ------------------------------------------------ | -------- | ------------------------------------ |
| Raoul de Nangis, un hugonote                     | tenor    | Adolphe Nourrit                      |
| Comte de Nevers, un noble católico               | barítono | Nicolas-Prosper Dérivis              |
| Marcel, Sirviente de Raoul                       | bajo     | Nicolas Levasseur                    |
| Comte de St. Bris, Padre de Valentine            | bajo     | Jacques-Émil Serda                   |
| Valentine, prometida, luego esposa, de Nevers    | soprano  | Cornélie Falcon                      |
| Marguerite de Valois, Reina de Francia y Navarra | soprano  | Julie Dorus-Gras                     |
| Urbain, un paje                                  | soprano  | Marie Flécheux                       |
| Coro: ciudadanos, soldados, gitanos, etc.        |          |                                      |

## Argumento

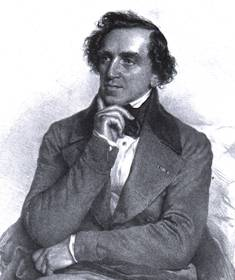
Meyerbeer

### Acto 1
El castillo del Conde de Nevers.
Un corto preludio orquestal, que incluye la cita del coral luterano Ein feste Burg, reemplaza la amplia obertura que Meyerbeer había planeado inicialmente. El Conde de Nevers, católico, está acompañado de otros nobles. Esperan la llegada de Raoul, y se sorprenden al saber que este emisario de la corte es un hugonote. A su llegada, tras un brindis, Raoul es convencido de contar la historia de una bella desconocida a la que ha salvado, y de la que se ha enamorado. (Meyerbeer hace acompañar esta romanza, Plus blanche que la blanche hermine, con un solo de viola d'amore.) Marcel, sirviente de Raoul, se escandaliza ante el relato, y canta una plegaria protestante (sobre el motivo de Ein feste Burg) y, a continuación, un himno de batalla sobre el asedio de La Rochelle.
La llegada de una misteriosa dama extranjera que viene a hablar con Nevers interrumpe la reunión. Raoul reconoce a su misteriosa dama. De hecho, se trata de Valentine, prometida de Nevers e hija del Conde St. Bris, instruida por la Reina para romper su compromiso. El paje Urbain trae a Raoul un mensaje secreto en el que se le solicita que acuda a una cita con los ojos vendados.

### Acto 2
El castillo y los jardines de Chenonceau.
La reina Margarita canta, mientras se mira en un espejo, la pastoral O beau pays de la Touraine. Valentine entra y relata que Nevers ha accedido a romper el compromiso. Entra el séquito de Margarita, vestidas para el baño, lo que da lugar a un ballet. Entra Raoul, a la que la reina le ordena desposar a Valentine, con el fin de reforzar las relaciones entre las facciones católica y protestante. En la compleja pieza concertante final, el coro de nobles jura amistad, pero Raoul rehúsa el compromiso, creyendo que Valentine es la amante de Nevers. En este punto, los nobles cambian de actitud, y juran venganza, mientras que Marcel reprocha a Raoul que se mezcle con los católicos.

### Acto 3
París, el 'Pré aux clercs', en la orilla izquierda del Sena, al atardecer.
Valentine acaba de casarse con Nevers, y permanece en la capilla, rezando. Marcel entrega a St. Bris un desafío a duelo de parte de Raoul. St. Bris decide preparar una emboscada a Raoul, aprovechando el duelo, pero Valentine advierte los planes de su padre. Un vigilante anuncia el toque de queda (anticipación de una escena similar en Los Maestros Cantores de Wagner). Valentine, disfrazada, advierte a Marcel. El duelo es interrumpido por facciones rivales de estudiantes protestantes y católicos, y solo la llegada de la reina calma el caos. Raoul advierte que Valentine le ha salvado, y que sus sospechas contra ella eran infundadas. Sin embargo, ahora ella está casada con su enemigo. Nevers y Valentine se marchan en medio de una espléndida procesión.

### Acto 4
Una estancia en el palacio parisino de Nevers
Valentine, sola, es sorprendida por Raoul, que pretende tener un último encuentro con ella. Raoul se tiene que esconder tras una cortina, tras escuchar cómo se aproxima gente. Puede escuchar cómo los nobles católicos, acompañados por tres monjes que bendicen sus puñales, juran asesinar a los hugonotes. Solo Nevers no se une al juramento. Se considera esta escena como la más emocionante de la obra, y que contiene la música más dramática. Cuando los nobles dejan la escena, Raoul se debate entre su deber de avisar a sus compañeros, y su deseo de permanecer junto a Valentine, triunfando finalmente el deber sobre el amor. Valentine pierde el conocimiento mientras Raoul se escapa.

### Acto 5
Escena 1: un salón de baile.
Los protestantes celebran los esponsales de la Reina con Enrique de Navarra. El sonido de una campana interrumpe la fiesta, junto con la entrada de Raoul, que advierte que el segundo toque es la señal para que los católicos inicien la masacre contra los hugonotes.
Escena 2: un cementerio junto a una iglesia protestante en ruinas.
Los protestantes se refugian de la matanza. Nevers muere protegiendo a Marcel, que resulta herido. Valentine accede a convertirse al protestantismo para casarse con Raoul, y Marcel oficia la ceremonia. Se escucha el coro de asesinos en la distancia. Marcel tiene una visión del cielo que acogerá a los mártires hugonotes. Los tres entonan el coral Ein feste Burg.
Escena 3: una calle.
Raoul, Valentine y Marcel son sorprendidos, y asesinados por St. Bris y sus hombres, que advierten demasiado tarde que ha matado a su propia hija. La entrada de la reina, acompañada del coro de soldados que canta Dios pide su sangre, pone fin a la ópera.

## Grabaciones seleccionadas
Numerosos cantantes de ópera de finales del siglo XIX y principios del XX, versados en el estilo de Meyerbeer, dejaron grabaciones acústicas de fragmentos de esta ópera, tan popular en esa época. Las grabaciones completas son más raras, y entre ellas destacan las siguientes:
- 1970 Richard Bonynge; Joan Sutherland, Martina Arroyo, Anastasios Vrenios, Nicola Ghiuselev; New Philharmonia Orchestra; CD Decca.
- 1989 Cyril Diederich; Ghyslaine Raphanel, Françoise Pollet, Richard Leech, Nicola Ghiuselev; Orchestre Philharmonique de Montpellier; CD Erato.
- 1990 Richard Bonynge; Joan Sutherland, Anson Austin, Clifford Grant; Ópera de Sídney; DVD Opus Arte.
- 1991 Stefan Soltesz; Angela Denning, Lucy Peacock, Richard Leech, Martin Blasius; Ópera Alemana de Berlín;  DVD Arthaus.